# Apoderado
Dans le monde de la tauromachie, l'apoderado  (de l'espagnol apoderar : déléguer ses pouvoirs) est le « fondé de pouvoir » du torero. C'est lui qui gère sa carrière, ses intérêts, mais qui constitue aussi une entreprise lorsqu'il gère des arènes en même temps que la carrière de plusieurs matadors. Rafael Sánchez Ortiz « El Pipo » qui a lancé, dans les années 1960, El Cordobés (Manuel Benítez Pérez), et avant lui, José Florés Camará, qui s'est chargé des intérêts de Manolete, sont parmi les plus célèbres apoderados dans l'histoire de la tauromachie.

## Présentation
L'apoderado est un personnage déterminant pour le torero. Outre son importance, parfois, dans le choix du pseudonyme du torero (apodo), il négocie les contrats, ce qui peut le conduire à une véritable stratégie de lancement de son torero : choix d'arènes réputées « faciles » pour augmenter le nombre de trophées, choix de taureaux difficiles, au contraire, pour améliorer l'image du maestro. Il gère les relations avec la presse. Plus généralement, il pilote son protégé dans le mundillo : participation à des tientas chez des éleveurs, choix des autres toreros partageant l'affiche, etc.
Personnage important du mundillo représentant un ou plusieurs novilleros ou toreros, il se doit d'être aussi un découvreur de talent. Sans aucun doute, le plus doué fut sans doute Rafael Sánchez Ortiz « El Pipo » qui lança dans années 1960 El Cordobés (Manuel Benítez Pérez).
L'apoderado est assez souvent un ancien matador retiré des arènes comme Simon Casas apoderado entre autres de José María Manzanares et de Emilio Muñoz. L'apodero est parfois aussi une Empresa, c'est-à-dire qu'il gère une ou deux arènes et qu'il correspond alors à une entreprise individuelle.
Le matador américain John Fulton a été lui-même apoderado pour aider les jeunes toreros en difficulté. Il a notamment été l'impresario de japonais Atsuhiro Shimoyana « El Niño del Sol Naciente »,.
Le matador lyonnais Patrick Varin est l'apoderado du jeune matador français Jérémy Banti.
Domingo Dominguín (Domingo González Mateos) a géré les carrières de son fils Luis Miguel Dominguín ainsi que celle de son gendre  Antonio Ordóñez, et également de Cagancho, Domingo Ortega.
Ceux-ci ne sont que des exemples parmi tant d'autres.

## Historique
Au XIXe siècle, l'apoderado était encore le simple intendant du matador. Il réglait les questions matérielles tandis que les toreros géraient leurs affaires eux-mêmes.
Au début du XXe siècle, lorsque les matadors n'ont plus été obligés de passer par le long apprentissage des cuadrillas de maîtres où ils restaient longtemps subalternes, on a vu apparaître des toreros professionnels de 16 à 17 ans, souvent issus de milieux modestes, parfois illettrés, et qui ne pouvaient pas négocier avec les organisateurs de corrida. L'apoderado est donc devenu un personnage essentiel : de simple intendant du matador, il est devenu son représentant officiel. Le premier et le plus célèbre d'entre eux en Espagne est sans doute José Florés Camará, ancien matador, qui s'est chargé des intérêts de l'idole du moment Manolete.
Lorsque l'apoderado a le génie des affaires comme Camará, son influence dans le mundillo est considérable. C'est pourquoi des organisateurs de corrida se sont faits aussitôt apoderados. L'exemple a été donné par Eduardo Pagés qui avait pris sous contrat d'exclusivité Juan Belmonte, Domingo Ortega et El Gallo.
Le talent d'un véritable apoderado est de savoir miser sur un inconnu.